# Chiesa di Santa Croce (Cadice)
La cattedrale vecchia di Cadice o chiesa di Santa Croce (in spagnolo: Catedral Vieja de Cádiz o Iglesia de Santa Cruz) si trova a Cadice, in Spagna, ed è l'antica cattedrale di Cadice.

## Storia
Il primo edificio è risalente al 1262-1263, ricostruito in stile barocco e manierista nel XVIII secolo. La cattedrale fu costruita dal re Alfonso X di Castiglia, al tempo di papa Urbano IV, ma ha avuto periodi intermittenti di culto. La chiesa ha avuto il titolo di cattedrale fino al 1838, quando la sede della diocesi di Cadice e Ceuta è stato spostato al Duomo Nuovo e da allora è considerata chiesa parrocchiale.